# 尤子平
尤子平（1928年8月18日—2023年1月15日），江苏常州人，中国舰船工程专家，原中国舰船研究院副院长。他是中国第一代核潜艇的主要设计者之一。
尤子平早年曾就读于上海市南洋模范中学，1946年考入交通大学造船工程系。1950年毕业后，先后在中央船舶工业局、武昌造船厂、海军造船技术研究室等任职。1961年国防部第七研究院（中国舰船研究院）成立后，历任七院701研究所室副主任、主任，第719研究所副总工程师、总工程师、副所长等。1983年升任第七研究院副院长，1986年又兼任院科学技术委员会主任。此外，他还曾任国防科工委、总装备部科技委委员、顾问，《现代舰船》编委会主任等。